# جام باشگاه‌های کارائیب ۲۰۰۳
جام باشگاه‌های کارائیب ۲۰۰۳ یک رقابت بین‌المللی فوتبال باشگاهی بود که در کارائیب برای تعیین مسابقات مقدماتی این منطقه برای جام قهرمانان کونکاکاف برگزار شد. مسابقات بین ۷ تیم برگزار شد زیرا ۱۱ تیم قبل از شروع مسابقات انصراف دادند.
فینال مسابقات تماما در اختیار تیم‌های ترینیداد و توباگو بود و سن خوان جابلوته با شکست دبلیو کانکشن، به جام قهرمانان کونکاکاف ۲۰۰۴ راه پیدا کرد.

## مسابقات

### یک‌چهارم نهایی
| تیم اول         | مجموع | تیم دوم      | بازی رفت | بازی برگشت |
| --------------- | ----- | ------------ | -------- | ---------- |
| یونگ کلمبیا     | ۱–۱۳  | آرنت گاردنز  | ۱–۵      | ۰–۸        |
| پورتمور یونایتد | ۳–۱   | باربر        | ۱–۰      | ۲–۱        |
| ناسیونال        | ۲–۳   | دبلیو کانکشن | ۰–۳      | ۲–۰        |

سن خوان جابلوته به قرعه استراحت خورد.

### نیمه نهایی
| تیم اول         | مجموع | تیم دوم      | بازی رفت | بازی برگشت |
| --------------- | ----- | ------------ | -------- | ---------- |
| سن خوان جابلوته | ۶–۲   | آرنت گاردنز  | ۳–۱      | ۳–۱        |
| پورتمور یونایتد | ۰–۱   | دبلیو کانکشن | ۰–۰      | ۰–۱        |

### فینال
| دبلیو کانکشن | ۱–۲ | سن خوان جابلوته |
| ------------ | --- | --------------- |
|              |     |                 |

| سن خوان جابلوته | ۱–۲ | دبلیو کانکشن |
| --------------- | --- | ------------ |
| کرنل گلن ۴۱'    |     |              |
| ضربات پنالتی    |     |              |
|                 | ۴–۲ |              |

سن خوان جابلوته قهرمان سی‌اف‌یو ۲۰۰۳ شد و به یک‌چهارم نهایی جام قهرمانان کونکاکاف ۲۰۰۴ صعود کرد.